# Andalusische kielhagedis
De Andalusische kielhagedis (Algyroides marchi) is een hagedis uit de familie echte hagedissen (Lacertidae).

## Naam en indeling
De Andalusische kielhagedis staat ook wel bekend onder de namen Spaanse kielhagedis of Betische kielhagedis. De soort werd voor het eerst wetenschappelijk beschreven door José Antonio Valverde in 1958. De soort werd door Valverde oorspronkelijk beschreven als Algiroides marchi, dus met een spelfout in de geslachtsnaam. Omdat de kielhagedis pas in 1958 als soort werd erkend is het een van de laatst beschreven echte hagedissen in Europa. Vermoed wordt dat ook Bosca deze soort al eerder beschreef als Algyroides hidalgoi in 1916 maar dat is niet helemaal duidelijk.
Lange tijd werden er twee ondersoorten erkend; Algyroides marchi marchi en Algyroides marchi niethammeri. De mannetjes van de laatste hebben een opvallend blauwe keel. Sinds 1998 worden beide vormen echter als dezelfde soort gezien.

## Uiterlijke kenmerken
Net als andere kielhagedissen blijft de hagedis kleiner in vergelijking met andere echte hagedissen. Van alle Algyroides-soorten is het een van de kleinere vertegenwoordigers; de hagedis bereikt een lichaamslengte tot 5 centimeter en kan inclusief staart 15 cm lang worden. De staart is vrij breed en lang, de halskraag is duidelijk zichtbaar en de poten zijn naar verhouding iets kleiner. Het lichaam is afgeplat en slank. De hagedis heeft donkerbruine tot zwarte flanken en een meestal duidelijke lichter gekleurde, brede bruine band over de gehele rug, maar ook melanische exemplaren komen voor, dieren die bijna geheel zwart zijn. Melanisme komt vaak voor bij soorten die leven in koelere bergstreken, doordat de dieren donker kleuren kunnen ze meer zonnewarmte opnemen en daardoor efficiënter jagen.
De schubben op de rug zijn duidelijk gekield en hebben een enigszins hexagonale vorm. De buikschubben zijn glad en in zes langwerpige rijen gelegen. Telt men het aantal rijen van voor naar achter dan worden bij de mannetjes 24 tot 27 rijen gevonden en bij de vrouwtjes 26 tot 30 rijen.

## Verspreiding en habitat
De hagedis is endemisch in Spanje en komt alleen voor in een geïsoleerd gebied in een bergachtige streek in het uiterst zuidoostelijke deel van het land. Het verspreidingsgebied beperkt zich tot de Spaanse comarcas Sierra de Cazorla, Sierra de Segura en Sierra de Alcaraz. In 2010 werd een populatie ontdekt in de Spaanse regio Murcia.
De Andalusische kielhagedis wordt aangetroffen op een hoogte van 700 tot 1700 meter boven zeeniveau. De habitat bestaat uit met name bossen bij waterstroompjes en een met stenen bezaaide bodem.
Het gebied waarbinnen de kielhagedis voorkomt is ongeveer 5000 vierkante kilometer maar het oppervlak van de daadwerkelijk populaties wordt geschat op ongeveer 500 vierkante kilometer. De hagedis staat dan ook bekend als niet algemeen voorkomend en heeft de beschermingsstatus 'gevoelig' (Near Threatened of NT) gekregen door de internationale natuurbeschermingsorganisatie IUCN.

## Levenswijze
De Andalusische kielhagedis is een bodembewonende soort, die echter ook goed kan klimmen, en een erg schuw dier dat razendsnel wegschiet bij verstoring. Vaak wordt bij het vluchten in bomen geklommen. Op het menu staan insecten en andere kleine ongewervelden.